# Hugo Álamos Vásquez
Hugo Álamos Vásquez (Santiago, 22 de agosto de 1932 - Bulnes, 17 de agosto de 2023) fue un ingeniero agrónomo y político chileno.

## Biografía
Nació en Santiago el 22 de agosto de 1932. Hijo de Hugo Álamos Ojeda y María Mercedes Vásquez Vargas.
Se casó con Isidora Valverde León, quien fue alcaldesa de Bulnes durante más de quince años. Tuvieron dos hijos.
Realizó sus estudios primarios y secundarios en The Grange School. Después ingresó a la Escuela de Agronomía de la Universidad Católica de Chile donde obtuvo el título de Ingeniero Agrónomo. Posteriormente, efectuó estudios de especialización en Lechería en Australia y Nueva Zelanda.

### Vida pública
Inició sus actividades políticas en 1959 cuando fue elegido regidor por Bulnes, siendo reelecto por dos períodos consecutivos hasta 1968. Luego se desempeñó como alcalde de esta ciudad, cargo que dejó en 1969 para presentar su candidatura a diputado. Se integró al Partido Conservador Unido, desempeñándose como presidente comunal entre 1963 y 1965.  Posteriormente, integró las filas del Partido Nacional y fue su presidente por Ñuble. 
En las elecciones parlamentarias de 1969 resultó elegido diputado en representación del Partido Nacional por la Decimosexta Agrupación Departamental "Chillán, Bulnes y Yungay". Integró la Comisión Permanente de Obras Públicas y Transportes; y la de Agricultura y Colonización. Se incorporó a la Comisión Especial de Acusación Constitucional en Contra del Ministro del Trabajo y Previsión Social, 1969 y 1970. 
En las elecciones parlamentarias de 1973 fue reelecto diputado por la misma Agrupación Departamental. Integró la Comisión Permanente de Vivienda y Urbanismo, de la que fue su presidente. El golpe de Estado del 11 de septiembre de 1973 puso término anticipado a su período.
Entre 1977 y 1978 fue nombrado jefe zonal de la Corporación de Reforma Agraria (CORA y COSAG). En 1978 fue elegido miembro del Consejo de Desarrollo Comunal (CODECO) de Bulnes y de la Comisión del Consejo de Desarrollo Regional del Biobío (CODERE).
Interesado en impulsar la creación de cooperativas en la provincia de Ñuble, participó en varias de ellas: integró el directorio del Comité Ganadero de Bulnes; de la Cooperativa Agrícola y Remolachera CAR Ltda.; y de la Cooperativa Agropecuaria de Quillón. Fue director de la Cooperativa Rural Eléctrica de Chillán (COPELEC) y vicepresidente de la Federación Nacional de Cooperativas Eléctricas de Chile. Además, fue nombrado consejero de la Unión de Cooperativas Agrícolas de Ñuble y de Quillón; miembro de la Cooperativa Vitivinícola de Quillón; y entre 1982 y 1988, director de la Escuela Agrícola de la Universidad Católica.
Tras el retorno a la democracia, fue miembro del partido Renovación Nacional, del cual también fue presidente por la comuna de Ñuble. En las elecciones parlamentarias de 1989 resultó elegido diputado de RN por el Distrito N.°42, comunas de San Fabián, Ñiquén, San Carlos, San Nicolás, Ninhue, Quirihue, Cobquecura, Treguaco, Portezuelo, Coelemu, Ranquil, Quillón, Bulnes, Cabrero y Yumbel, VIII Región. Integró la Comisión Permanente de Agricultura, Desarrollo Rural y Marítimo; y la de Vivienda y Desarrollo Urbano.
Falleció en Bulnes el 17 de agosto de 2023.

## Historial electoral

### Elecciones parlamentarias de 1973
- Diputado por la Decimosexta Agrupación Departamental

### Elecciones parlamentarias de 1989
- Elecciones Parlamentarias de 1989 a Diputados por el distrito 42 (San Carlos, Ñiquén, San Fabián, Bulnes, Quillón, Ránquil, Portezuelo, Coelemu, Treguaco, Cobquecura, Quirihue, Ninhue, San Nicolás, Cabrero y Yumbel)[2]